# Монтоне
Монто́не (итал. Montone) — коммуна в Италии, располагается в области Умбрия, в провинции Перуджа.
Население составляет 1648 человек (2008 г.), плотность населения составляет 32 чел./км². Коммуна занимает площадь 51 км². Почтовый индекс — 6014. Телефонный код — 075.
Святым покровителем коммуны почитается святой Григорий Великий, папа Римский, празднование 12 марта.

## Демография
Динамика населения:

## Администрация коммуны
- Официальный сайт: http://www.comunemontone.it/